# Людовик Бургундский (князь Мореи)
Людовик Бургундский  (фр. Louis de Bourgogne, 1297 — 2 августа 1316, Элида, Западная Греция) — князь Ахейский, титулярный король Фессалоникский.

## Биография
Людовик был одним из младших сыновей герцога Бургундского Роберта II и Агнессы Французской.
В 1313 году Карл Валуа осознав, что после смерти жены их дочь стала наследницей титула императора Константинополя, разорвал её помолвку со старшим братом Людовика — Гуго Бургундским. Взамен Бургундский дом получил ряд компенсаций, одной из которых была свадьба Людовика с Матильдой де Эно. Филипп I Тарентский передал Матильде Ахейское княжество (сохранив, однако, сюзеренитет над ним), а Гуго передал Людовику титул короля Фессалоник. В случае, если у пары не будет наследника — княжество Ахейское после их смерти должно было вернуться Бургундскому дому, и Матильда не имела права на повторное замужество без разрешения сюзерена.
Матильда отплыла из Марселя в Наварино, взяв с собой тысячу солдат, а Людовик отправился в Венецию в поисках помощи против занявшего к тому времени Ахейское княжество другого претендента — Фернандо Мальоркского (претендовавшего на княжество от имени жены, которая была дочерью Маргариты де Виллардуэн — младшей сестры Изабеллы де Виллардуэн). Поначалу Фернандо разбил войска Изабеллы, но потом прибыл Людовик с помощью из Венеции, и в июле 1316 года Фернандо был убит в битве при Маноласе на месте современного города Варды. Вскоре, однако, скончался и Людовик (по одним данным — от болезни, по другим — от яда).